# Gabbiano
Gabbiano is een Italiaans historisch merk van motorfietsen.
De bedrijfsnaam was Fratelli Gabbiano, Mototecnica dell’ Italia Centrale, Firenze.
De gebroeders Gabbiano gingen in 1952 lichte motorfietsjes produceren, voornamelijk 123cc-modellen voor de motorcross en de trial. Later volgden ook 50cc-modellen en in de jaren tachtig bromfietsen van 80 cc. Er waren toen vrij veel modellen: de Line 4 GTI, de Okey GTI 50 en de Gabbiano CRSL 81 50 enduromotor. Daarnaast ook de 50cc-Puma bromfiets en de 50cc-Ghibli Mix. In die periode kregen verschillende modellen ook schijfremmen.
Het kleine merk hield het lang vol: pas in 1986 werd de productie beëindigd.